# Сентер-Сквер — Гудзон-Парк
Сентер-Сквер — Гудзон-Парк (англ. Center Square/Hudson–Park Historic District) — исторический район, расположенный между Эмпайр-Стейт-Плаза и историческим районом Вашингтон-парк в Олбани, штат Нью-Йорк, Соединенные Штаты Америки.

## Описание
Это 27-квартальный участок площадью 40 га, охватывающий районы Центральной площади и Гудзон-Парка, а также улицу Ларк-стрит на западе. В 1980 году он был признан историческим районом и включён в Национальный реестр исторических мест.
Большинство его зданий были построены в конце XIX — начале XX века, а некоторые датируются 1830-ми годами, в разнообразных архитектурных стилях тех эпох. В этом районе сохранились работы многих выдающихся архитекторов, включая Маркуса Рейнольдса и Рассела Стерджиса. Только 22 здания являются более современными и не вносят вклад в исторический район. Хотя 80 процентов его зданий представляют собой пристроенную блокированную застройку, что даже сегодня придает ему преимущественно жилой характер, здесь также есть церкви, два небольших парка и здание государственного учреждения имени Альфреда Смита. Одна из легендарных фигур Олбани, многолетний мэр Эрастус Корнинг II, родился в доме на Честнат-стрит; другой, гангстер Легс Даймонд, был убит в доме на Дав-стрит.
Развитие района началось в 1840-х годах, когда было засыпано ущелье Раттенкилл-Крик. В те ранние годы построенные там дома отражали социально-экономическое разнообразие жителей. Некоторые из них представляли собой большие здания — дома богатых горожан; другие представляли собой более скромные, более народные интерпретации, построенные группами для покупателей с низким доходом. Позднее, в последние десятилетия XIX века, этот район стал более привлекательным после того, как здесь были построены нынешний Капитолий штата и парк Вашингтона. Он продолжает оставаться таковым и по сей день, хотя своё нынешнее название получил только после того, как в 1960-х и 1970-х годах были сформированы две ассоциации местных жителей, сопротивлявшихся реконструкции города.